# Педаль
Педа́ль (фр. pédale или итал. pedale от лат. pedāle, «туфля») — рычаг, нажимаемый ногой. Может относиться к транспортным средствам, либо к некоторым музыкальным инструментам.

## Применение
Педаль передаёт сигнал управления каким-либо агрегатам и системам пропорционально углу её наклона. Гораздо реже встречаются педали, передающие само механическое нажатие.
Педали применяются для управления самолётом, вертолётом, трамваем, автомобилем, мотоциклом, мопедом, для приведения велосипеда в движение, также в других случаях для управления техникой.
В транспортных средствах применяются педали напольного или подвесного типа.
Например, в автомобилях на водительском месте обычно установлены две педали (рабочего тормоза и акселератора на автомобилях с автоматической коробкой передач) или три (сцепления, тормоза и акселератора на автомобилях с механической коробкой передач). На автомобилях с АКПП также встречается третья педаль — для включения стояночного тормоза. Передача сигнала управления может производится механическим, электрическим, гидравлическим или пневматическим способом.
Работа электронных педалей в автомобилях основана на использовании различных типов датчиков (например, датчика на эффекте Холла, характеристики которого являются функцией его углового положения. Появление электронных педалей в автомобилях связано с введением экологических стандартов «Евро 3» (которые начали действовать в России с 1 января 2008 года).
На мотоциклах применяется нажимная педаль ножного тормоза (справа), а также ножной двухходовый рычаг перемены передач (иногда т.н. "лапка") слева.
Велосипедные педали предназначены для передачи мускульного усилия через трансмиссию на колесо (см. устройство велосипеда).
В кабинах летательных аппаратов напольные педали установлены на рабочем месте пилота (если пилотов два — на обоих рабочих местах и связаны) и предназначены для путевого управления:
- на самолётах — управления рулём направления (отклоняемой рулевой поверхностью на вертикальном оперении — киле), а в ряде случаев — и управления самолётом при движении по земле, путём пропорционального разворота управляемых колёс (обычно на передней стойке шасси);
- на вертолётах классической схемы (напр., Ми-8, Robinson R44) — для изменения шага рулевого винта;
  - на вертолётах соосной схемы (напр., Ка-27, Ка-52) — для управления дифференциальным шагом винтов.

Ножные педали применяются в музыкальных инструментах:
Педали для удержания и ослабления звука используются в конструкции фортепиано, педали для повышения и понижения высоты звука — на педальной арфе. Специальные педали предусмотрены в ударной установке у музыкантов-барабанщиков для бас-барабана, тарелок, хай-хэт и на других ударных инструментах.
У органа предусмотрена клавиатура для игры ногами, а также педальные вспомогательные приспособления для различных исполнительских нужд: открытие/закрытие жалюзи Швеллера, переключение готовых регистровых комбинаций, включение/выключение копуляций.